# Iglesia de la Asunción de Nuestra Señora (Galve)
La iglesia de la Asunción de Nuestra Señora es una iglesia parroquial barroca del siglo XVII situada en la localidad turolense de Galve (España). El 5 de noviembre de 2002 fue declarada como Bien Catalogado del Patrimonio Cultural Aragonés. El templo empezó a construirse el 31 de marzo de 1694, y se terminó el 15 de agosto de 1719, festividad de la Asunción de María, advocación mariana a la que está dedicado. La iglesia sustituye a una anterior desaparecida que se encontraba a los pies del Castillo.
Se trata de un edificio configurado por su imagen dominante sobre el caserío tanto por la altura en la que se ubica como por el espacio abierto que se genera junto a ella. El templo barroco cuenta con una superficie aproximada de 400 m² con planta rectangular de tres naves de cuatro tramos siendo la central más ancha y alta que las laterales, y culminada por la capilla mayor que está flanqueada por dos estancias laterales: la del lado del evangelio, a modo de cabecera de la nave lateral, va cubierta por arcos en degradación hacia el fondo; la del lado de la epístola a modo de sacristía. Presenta torre, a los pies del lado de la epístola, y coro alto.
Una de las singularidades tipológicas del templo es que sobre la capilla mayor se abre un cimborrio, hecho de ladrillo, en forma prismática en el exterior, de planta elíptica sobre pechinas, con iluminación exterior. La nave central va cubierta con bóveda de lunetos; las laterales se cubrieron del mismo modo pero en sentido transversal a la nave principal. Todo el cubrimiento apoya en arcos de medio punto bajo un gran entablamento que recorre todo el espacio central, apeado en pilastras que no llegan a alcanzar el suelo ya que se ven interrumpidas por una ménsula decorada con motivos vegetales sobre la que apea la pilastra. El coro, elevado a los pies sobre arco escarzano, está cubierto por bóveda de medio cañón con lunetas de esquina. Todo el interior se decoró profusamente con estucos. En el exterior, la fábrica fue construida en sillería, mampostería y ladrillo, con las esquinas de piedra arenisca. Determinado por configurar un volumen articulado de escasa armonía destaca especialmente la torre de traza barroca con pervivencias de tradición mudéjar, así como la portada de acceso, inscrita en el muro de la epístola y protegida por un gran arco de medio punto y con columnas adelantadas.
El altar mayor está iluminado por la linterna y decorado con frescos sobre la Eucaristía y estucos. El órgano es del siglo XVIII.
El retablo mayor, de estilo barroco del siglo XVIII y de estuco policromado, y que fue dañado en 1936 durante la guerra civil española, fue restaurado junto a la decoración del ábside en 1989 por el Gobierno de Aragón. Las bóvedas y los muros lo fueron en 1997. Otro retablo barroco del siglo XVII se encuentra en el lado de la epístola, y representa la Adoración y la Presentación. En el mismo lado hay unos cuadros que muestran a Santo Tomás y a San Ignacio. Los anteriores enterramientos que había en el templo fueron destruidos. Ya desaparecido, la iglesia contaba con una pequeña tabla sel siglo XV y de estilo flamenco de San Pedro que era atribuida al Maestro de la Florida.